# Təzəkənd (Cəlilabad)
Təzəkənd è un comune dell'Azerbaigian situato nel distretto di Cəlilabad.